# Vaux-sur-Vienne
Pour les articles homonymes, voir Vaux.
Vaux-sur-Vienne est une commune du Centre-Ouest de la France, située dans le département de la Vienne (région Nouvelle-Aquitaine).

## Géographie

### Localisation
Le village est situé sur les pentes de la rive gauche de la Vienne.

### Communes limitrophes
|           | Dangé-Saint-Romain |           |
| Vellèches | Vaux-sur-Vienne    | Ingrandes |
|           | Antran             |           |

### Géologie et relief
La région de Vaux-sur-Vienne présente un paysage de plaines vallonnées plus ou moins boisées. Le terroir se compose :
- de champagnes ou aubues (c’est un sol gris clair, argilo-limoneux, sur craie et donc calcaire) pour 8 % sur les collines ;
- de calcaire pour 61 % sur les terrasses alluviales et les vallées calcaires ;
- de bornais sableux du Loudunais (ce sont des sols brun clair sur limons, profonds et humides, à tendance siliceuse) pour 31 % sur les collines et les dépressions sableuses des bordures du Bassin parisien.

En 2006, 71 % de la superficie de la commune était occupée par l'agriculture, 16 % par des forêts et des milieux semi-naturels, 4 % de surfaces d'eau et 9 % par des zones construites et aménagées par l'homme (voirie). La présence de milieux naturels et semi-naturels riches et diversifiés sur le territoire communal permet d’offrir des conditions favorables à l’accueil de nombreuses espèces pour l'accomplissement de leur cycle vital (reproduction, alimentation, déplacement, refuge). Forêts, landes, prairies et pelouses, cours d’eau et zones humides … constituent ainsi des cœurs de biodiversité et/ou de véritables corridors biologiques.
La forêt privée représente, en 2007, 105 hectares soit 15 % du territoire communal. Les espaces boisés (la moyenne sur la région Poitou-Charentes est de 15 %, et  29,2 % pour la France) sur le territoire communal contribuent à assurer des fonctions de production (bois d’œuvre mais aussi bois énergie), de protection (espèces, qualité des eaux) et sociales (accueil du public). Les forêts les plus anciennes ou implantées dans des conditions écologiques particulières (pentes, bords de cours d'eau, etc.) abritent en général la biodiversité la plus forte. Mais, au cours de l’histoire, pour répondre aux besoins d'une population rurale importante, la forêt poitevine a été intensément défrichée et surexploitée jusqu’à la révolution industrielle. Environ la moitié des forêts actuelles du Poitou n'existait pas il y a 200 ans.

### Hydrographie
La commune est traversée par la Vienne sur 3 km.

### Climat
Pour des articles plus généraux, voir Climat de la Nouvelle-Aquitaine et Climat de la Vienne.
Historiquement, la commune est exposée à un climat océanique du nord-ouest.  
En 2020, Météo-France publie une typologie des climats de la France métropolitaine dans laquelle la commune est exposée à un climat océanique altéré et est dans la région climatique  Poitou-Charentes, caractérisée par un bon ensoleillement, particulièrement en été et des vents modérés.
Pour la période 1971-2000, la température annuelle moyenne est de 11,7 °C, avec une amplitude thermique annuelle de 14,7 °C. Le cumul annuel moyen de précipitations est de 666 mm, avec 10,5 jours de précipitations en janvier et 6,3 jours en juillet. Pour la période 1991-2020, la température moyenne annuelle observée sur la station météorologique la plus proche, située sur la commune de Lésigny à 17,14 km à vol d'oiseau, est de 12,1 °C et le cumul annuel moyen de précipitations est de 743,3 mm,. Pour l'avenir, les paramètres climatiques de la commune estimés pour 2050 selon différents scénarios d’émission de gaz à effet de serre sont consultables sur un site dédié publié par Météo-France en novembre 2022.

## Urbanisme

### Typologie
Au 1er janvier 2024, Vaux-sur-Vienne est catégorisée commune rurale à habitat dispersé, selon la nouvelle grille communale de densité à sept niveaux définie par l'Insee en 2022.
Elle est située hors unité urbaine. Par ailleurs la commune fait partie de l'aire d'attraction de Châtellerault, dont elle est une commune de la couronne,. Cette aire, qui regroupe 44 communes, est catégorisée dans les aires de 50 000 à moins de 200 000 habitants,.

### Occupation des sols
L'occupation des sols de la commune, telle qu'elle ressort de la base de données européenne d’occupation biophysique des sols Corine Land Cover (CLC), est marquée par l'importance des territoires agricoles (70,7 % en 2018), en diminution par rapport à 1990 (73,2 %). La répartition détaillée en 2018 est la suivante : 
terres arables (43,3 %), zones agricoles hétérogènes (23 %), forêts (16,2 %), eaux continentales (6,9 %), zones urbanisées (6,2 %), prairies (4,4 %). L'évolution de l’occupation des sols de la commune et de ses infrastructures peut être observée sur les différentes représentations cartographiques du territoire : la carte de Cassini (XVIIIe siècle), la carte d'état-major (1820-1866) et les cartes ou photos aériennes de l'IGN pour la période actuelle (1950 à aujourd'hui).

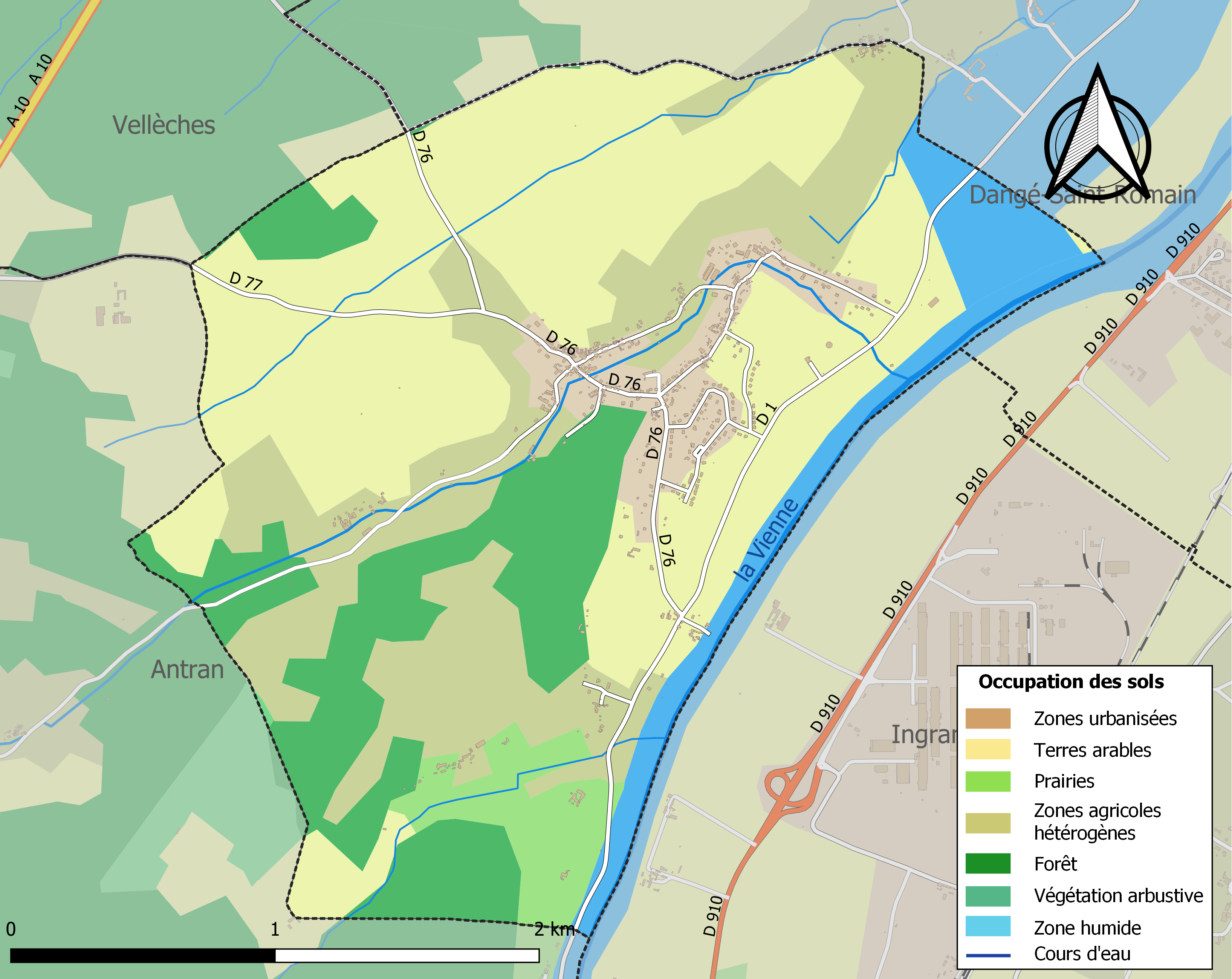
Carte des infrastructures et de l'occupation des sols de la commune en 2018 (CLC).

### Risques majeurs
Le territoire de la commune de Vaux-sur-Vienne est vulnérable à différents aléas naturels : météorologiques (tempête, orage, neige, grand froid, canicule ou sécheresse), inondations, feux de forêts, mouvements de terrains et séisme (sismicité modérée). Il est également exposé à deux risques technologiques,  le transport de matières dangereuses et la rupture d'un barrage. Un site publié par le BRGM permet d'évaluer simplement et rapidement les risques d'un bien localisé soit par son adresse soit par le numéro de sa parcelle.

#### Risques naturels
Certaines parties du territoire communal sont susceptibles d’être affectées par le risque d’inondation par débordement de cours d'eau, notamment la Vienne. La commune a été reconnue en état de catastrophe naturelle au titre des dommages causés par les inondations et coulées de boue survenues en 1982, 1993, 1999 et 2010,. Le risque inondation est pris en compte dans l'aménagement du territoire de la commune par le biais du plan de prévention des risques (PPR) inondation (PPRI) de la « vallée de la Vienne "aval" - Section Antran/Port-de-Piles », approuvé le 20 avril 2010 et par le PPRI « Vienne Communauté d’Agglomération de Grand Châtellerault (CAGC) », prescrit le 28 janvier 2021.
Vaux-sur-Vienne est exposée au risque de feu de forêt. En 2014, le deuxième plan départemental de protection des forêts contre les incendies (PDPFCI) a été adopté pour la période 2015-2024. Les obligations légales de débroussaillement dans le département sont définies dans un arrêté préfectoral du 29 mai 2015,, celles relatives à l'emploi du feu et au brûlage des déchets verts le sont dans un arrêté permanent du 24 mai 2015,.

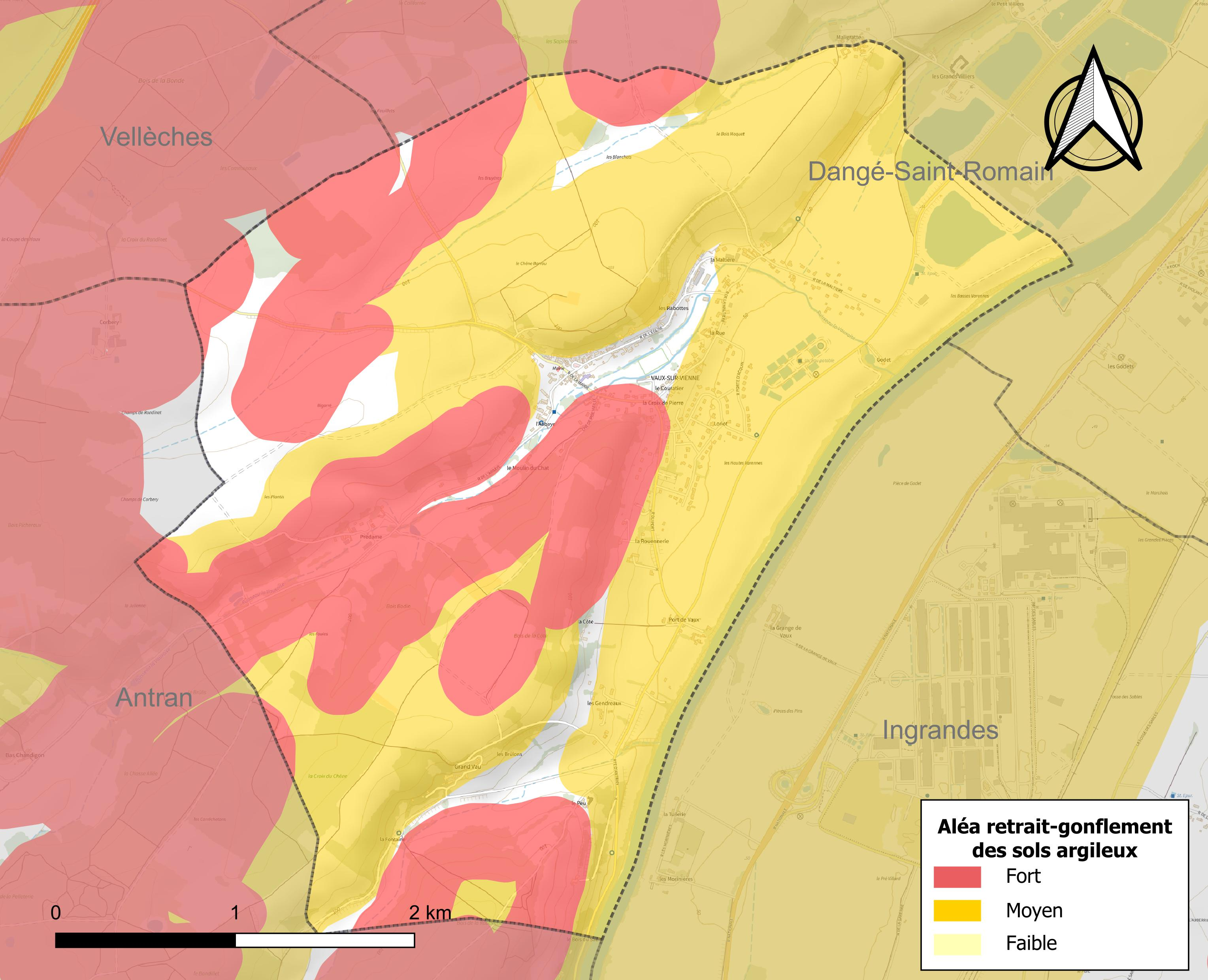
Carte des zones d'aléa retrait-gonflement des sols argileux de Vaux-sur-Vienne.

Les mouvements de terrains susceptibles de se produire sur la commune sont des affaissements et effondrements liés aux cavités souterraines (hors mines) et des tassements différentiels. Afin de mieux appréhender le risque d’affaissement de terrain, un inventaire national permet de localiser les éventuelles cavités souterraines sur la commune. Le retrait-gonflement des sols argileux est susceptible d'engendrer des dommages importants aux bâtiments en cas d’alternance de périodes de sécheresse et de pluie. 91,1 % de la superficie communale est en aléa moyen ou fort (79,5 % au niveau départemental et 48,5 % au niveau national). Depuis le 1er octobre 2020, en application de la loi ÉLAN, différentes contraintes s'imposent aux vendeurs, maîtres d'ouvrages ou constructeurs de biens situés dans une zone classée en aléa moyen ou fort,.
La commune a été reconnue en état de catastrophe naturelle au titre des dommages causés par la sécheresse en 1989 et 2005 et par des mouvements de terrain en 1999 et 2010.

#### Risque technologique
La commune est en outre située en aval du barrage de Vassivière, un ouvrage de classe A situé dans le département de la Creuse, sur la Maulde. Le PPI a été approuvé par arrêté interpréfectoral du 29 décembre 2010. À ce titre elle est susceptible d’être touchée par l’onde de submersion consécutive à la rupture de cet ouvrage.

## Toponymie
Le nom du village pourrait provenir de Plumbata, nom latin du bourg qui serait lui-même un dérivé d'un mot celte plumb qui signifie colline. Le nom s'est progressivement transformé en Valetta, c'est-à-dire, en petite vallée.

## Politique et administration

### Liste des maires
| Période   | Période   | Identité              | Étiquette | Qualité |
| --------- | --------- | --------------------- | --------- | ------- |
| mars 2001 | mars 2008 | Jean-Jacques Merceron |           |         |
| mars 2008 | mars 2014 | Philippe Foucteau     |           |         |
| mars 2014 |           | Philippe Foucteau     |           |         |

### Instances judiciaires et administratives
La commune relève du tribunal d'instance de Poitiers, du tribunal de grande instance de Poitiers, de la cour d'appel  de Poitiers, du tribunal pour enfants de Poitiers, du conseil de prud'hommes de Poitiers, du tribunal de commerce de Poitiers, du tribunal administratif de Poitiers et de la cour administrative d'appel  de  Bordeaux,  du tribunal des pensions de Poitiers, du tribunal des affaires de la Sécurité sociale de la Vienne, de la cour d’assises de la Vienne.

## Démographie
L'évolution du nombre d'habitants est connue à travers les recensements de la population effectués dans la commune depuis 1793. Pour les communes de moins de 10 000 habitants, une enquête de recensement portant sur toute la population est réalisée tous les cinq ans, les populations de référence des années intermédiaires étant quant à elles estimées par interpolation ou extrapolation. Pour la commune, le premier recensement exhaustif entrant dans le cadre du nouveau dispositif a été réalisé en 2006.

En 2022, la commune comptait 543 habitants, en évolution de −1,99 % par rapport à 2016 (Vienne : +0,6 %, France hors Mayotte : +2,11 %).
| 1793 | 1800 | 1806 | 1821 | 1831 | 1836 | 1841 | 1846 | 1851 |
| ---- | ---- | ---- | ---- | ---- | ---- | ---- | ---- | ---- |
| 540  | 544  | 532  | 560  | 585  | 563  | 459  | 485  | 500  |

| 1856 | 1861 | 1866 | 1872 | 1876 | 1881 | 1886 | 1891 | 1896 |
| ---- | ---- | ---- | ---- | ---- | ---- | ---- | ---- | ---- |
| 495  | 479  | 461  | 312  | 442  | 465  | 454  | 410  | 395  |

| 1901 | 1906 | 1911 | 1921 | 1926 | 1931 | 1936 | 1946 | 1954 |
| ---- | ---- | ---- | ---- | ---- | ---- | ---- | ---- | ---- |
| 364  | 378  | 408  | 351  | 336  | 296  | 283  | 292  | 289  |

| 1962 | 1968 | 1975 | 1982 | 1990 | 1999 | 2006 | 2011 | 2016 |
| ---- | ---- | ---- | ---- | ---- | ---- | ---- | ---- | ---- |
| 301  | 270  | 336  | 467  | 556  | 579  | 599  | 607  | 554  |

| 2021 | 2022 | - | - | - | - | - | - | - |
| ---- | ---- | - | - | - | - | - | - | - |
| 542  | 543  | - | - | - | - | - | - | - |

En 2008, selon l’INSEE,  la densité de population de la commune était de 84 hab./km2, 61 hab./km2 pour le département, 68 hab./km2 pour la région Poitou-Charentes et 115 hab./km2 pour la France.

## Économie
Selon la direction régionale de l'Alimentation, de l'Agriculture et de la Forêt de Poitou-Charentes, il n'y a plus que six exploitations agricoles en 2010 contre sept en 2000. Cette baisse du nombre d’exploitations agricoles sur le territoire de la commune s’inscrit dans une évolution globale qui touche l’ensemble du département de la Vienne puisque de 2000 à 2007, 660 exploitations ont disparu soit -16 %. Pour l’avenir, une inquiétude demeure quant à la pérennité et à la transmission de ces exploitations agricoles du fait du vieillissement la population agricole. En outre, c’est la tranche des moins de 40 ans qui est concernée par la baisse des effectifs. Ce phénomène concerne également dans une moindre mesure, la tranche des 40 à 49 ans. Ceci illustre les difficultés auxquelles sont confrontées les jeunes agriculteurs pour s’installer et faire perdurer leur exploitations.
Les surfaces agricoles utilisées ont peu évolué et sont passées de 287 hectares en 2000 à 2 hectares en 2010. 50 % des surfaces agricoles sont destinées à la culture des céréales (blé tendre essentiellement mais aussi un peu de maïs).

## Culture locale et patrimoine

### Lieux et monuments

#### Patrimoine religieux

##### L'égliseNotre-Dame
Elle est classée monument historique depuis 1914 pour son clocher et son abside.
Le clocher est carré. Il possède un étage qui repose sur une souche,elle-même carrée. Il est coiffé par une toiture pyramidale. Chacune de ses faces est allégée par trois arcades aveugles sur la souche et par deux baies à l'étage. L'abside reçoit le jour par trois baies séparées par des contreforts-colonnes qui montent jusqu'à la toiture. La corniche qui couronne le chevet repose sur une série de modillons sculptés. L'absidiole nord est une adjonction récente.
La façade occidentale et la porte sud sont modernes.
La nef, à l'origine, était composée d'un seul vaisseau. Par la suite, elle a été accostée de collatéraux qui s'alignent sur les bras du transept. Le vaisseau principal est couvert par une voûte en plein cintre que rythment des arcs doubleaux. Si le carré du transept et le clocher sont romans, l'ancienne coupole sur pendentifs a été remplacée au XIXe siècle par une coupole sur trompes.
Les vitraux du chœur sont de l'atelier Lobin, de Tours et datent de 1889.

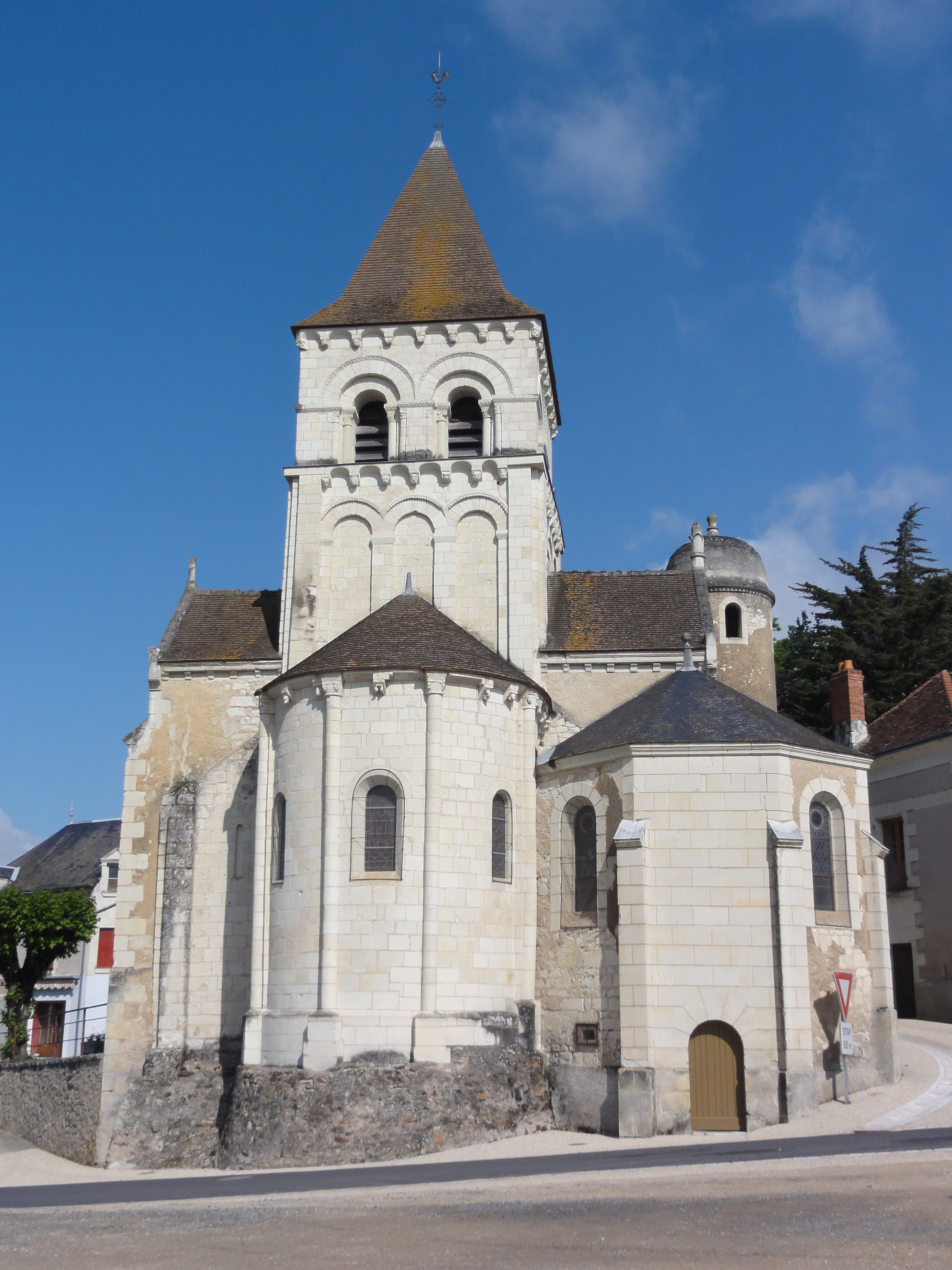
Église Notre-Dame, abside.
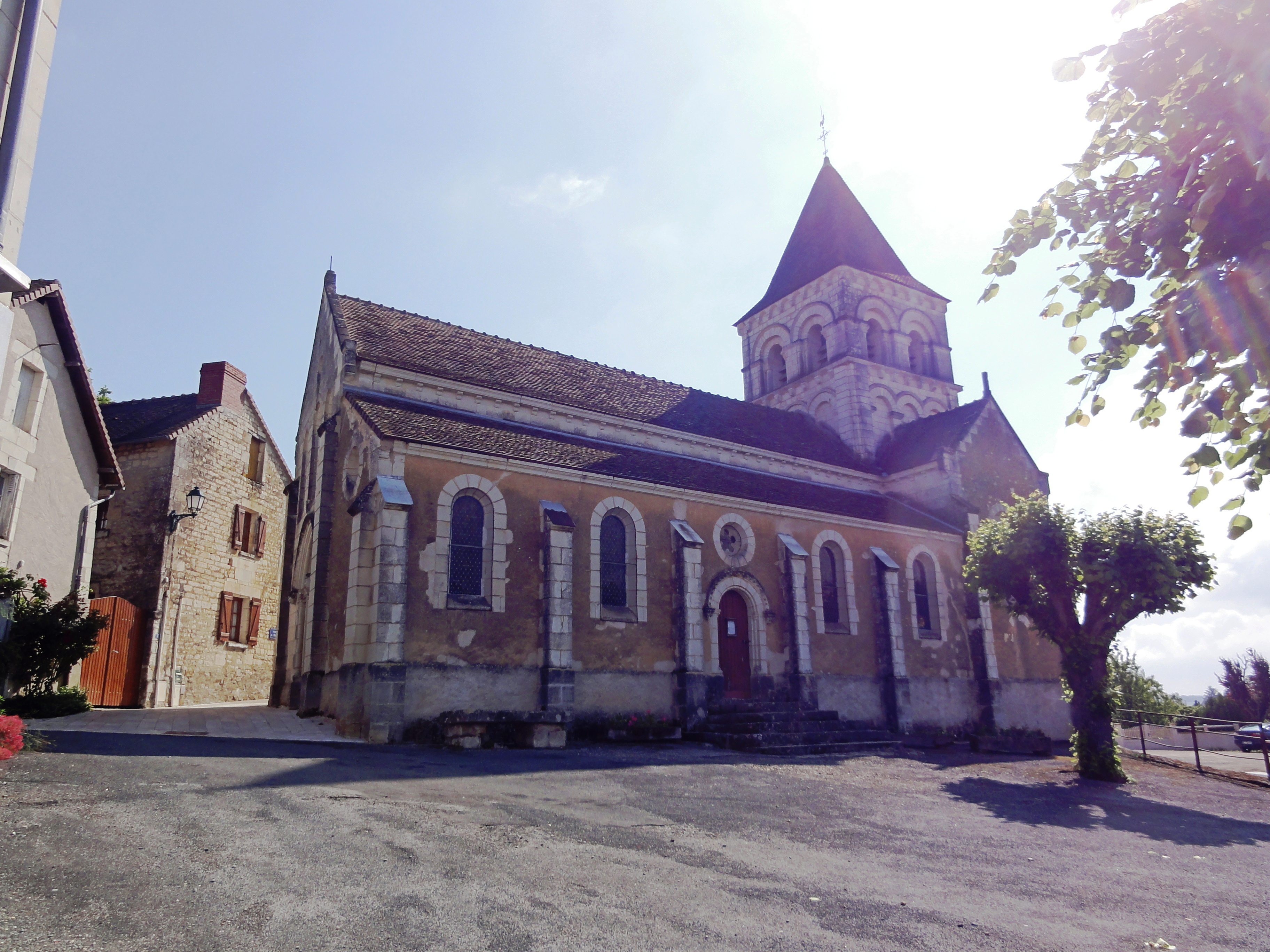
Église Notre-Dame, tour et nef.
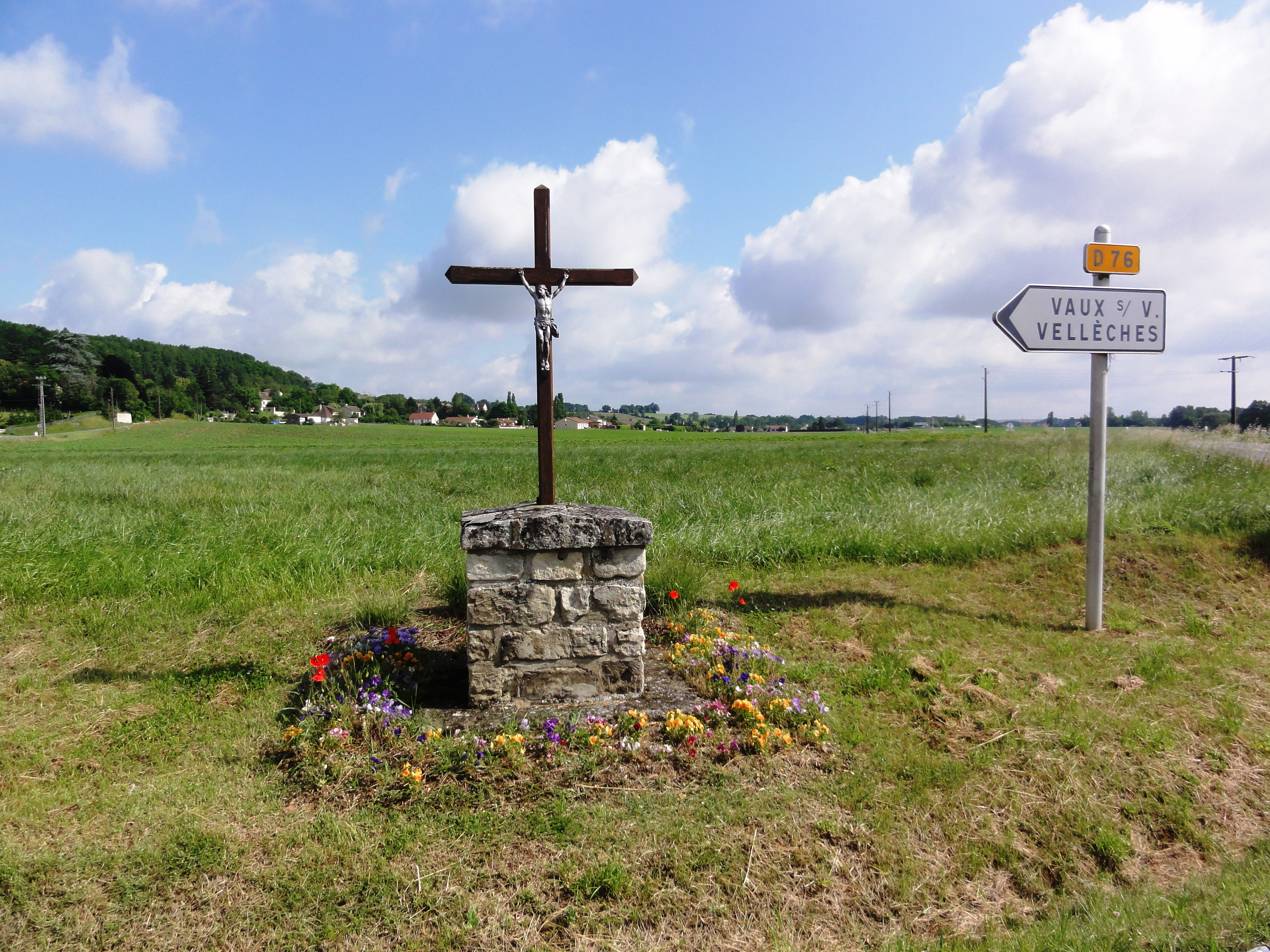
Croix de chemin, Port de Vaux.

##### Les vestiges des bâtiments du prieuré Saint-Denis
Ils sont situés à une centaine de mètres de l'église Notre-Dame. De nos jours, c'est une propriété privée. Les bâtiments conventuels des XVe et XVIe siècles construits sur les ruines du XIIe siècle sont encore imposants.

#### Patrimoine naturel
La commune abrite une zone naturelle d'intérêt écologique, faunistique et floristique (ZNIEFF) qui couvre 2 % de la surface communale : il s'agit du bois de la Bonde et des brandes de Corbery.
Le bois de la Bonde et les brandes de la Corbery se situent dans l’extrême nord du département de la Vienne, aux confins des régions Poitou-Charentes et Pays de la Loire, sur les territoires des communes de Antran, Usseau, Vaux-sur-Vienne et Vellèches. Ces deux sites sont recouverts de bois et de landes. Ils occupent un haut plateau siliceux qui domine la rive gauche de la Vienne.
Sur ce territoire, comme dans tout le nord-ouest du département actuel de la Vienne, entre les villes de Châtellerault et de Loudun, les formations crétacées sont recouvertes de sols sableux ou limoneux, acides et hydromorphes, riches en cailloux et blocs siliceux, dénommés : les "bornais". Sur ces terres de médiocre qualité, la forêt et la lande ont longtemps dominé. La végétation était, autrefois, périodiquement incendiée afin de régénérer la production herbacée et offrir, ainsi, un pâturage aux animaux. Les cultures céréalières étaient plutôt réservées aux plaines calcaires.
De nos jours la moitié du site a été planté de résineux et a perdu, ainsi, une partie de sa spécificité. Toutefois, la zone a quand même pu conserver un certain nombre des habitats typiques hérités de ces anciennes activités agro-sylvo-pastorales. Ainsi, la chênaie calcifuge composée de chênes sessiles et de chênes pédonculés existe toujours. Elle est mêlée avec des sorbiers, des trembles et des châtaigniers. La chênaie alterne avec des landes atlantiques à «brande» ou bruyère à balais et ajoncs. En outre, le Bois de la Bonde a été morcelé par le passage de l’autoroute A10. Malgré ces modifications récentes, le site offre encore un fort intérêt biologique qui se manifeste notamment dans sa richesse ornithologique et qui a justifié son classement comme zone naturelle d'intérêt écologique, faunistique et floristique (ZNIEFF).
Parmi les quelque 50 espèces d’oiseaux répertoriées sur ce territoire, 11 sont particulièrement rares et font l’objet d’une protection au niveau national (Bouvreuil pivoine Huppe fasciée, Locustelle tachetée, Mésange huppée, Moineau friquet, Pipit rousseline). Le Busard Saint-Martin et le Busard cendré, deux élégants rapaces gris pâle au vol onduleux et bas nichent sur la zone. En revanche, le Circaète Jean-le-Blanc, un grand rapace méridional, vient des boisements alentour pour capturer dans la lande les serpents et autres reptiles qui représentent l’essentiel de son régime alimentaire. Parmi les passereaux, on remarque surtout la présence de la Fauvette pitchou, qui a trouvé dans les étendues de bruyère à balais, un milieu de substitution aux maquis méditerranéens qui constituent son biotope d’origine. L’Engoulevent d’Europe chasse, à la nuit tombée, au-dessus de la lande et dans les clairières de la forêt, les gros insectes nocturnes qui constituent l'essentiel de sa nourriture. Le Faucon hobereau, un petit rapace sombre, amateur lui aussi de gros insectes et de petits passereaux, chasse aussi à la tombée de la nuit mais juste avant l'Engoulevent d’Europe.

## Sources